# Jungfruholmen
Jungfruholmen ou Jungfruholmen-Högholmen-Skansholmen est une île de l'archipel finlandais à Kimitoön en Finlande.

## Géographie
L'île est située à l'ouest de l'île de Kimito et fait partie du parc national de l'archipel.
À la suite du rebond post-glaciaire, Jungfruholmen et les îles Högholmen et Skansholmen ne forment plus qu'une seule île. 
L'ensemble Jungfruholmen-Högholmen-Skansholmen est souvent marqué sur les cartes simplement comme Högholmen.
Jungfruholmen est la partie la plus septentrionale du triplet d'îles. 
Du côté ouest de Jungfruholmen, s'ouvre l'étendue d'eau Gullkronanselkä. 
Au sud se trouve là petite Lindholmen et à l'est le détroit Jungfrusund sépare Lindholmen de  l'île de Kimito,.